# Alessandro Casarin
Alessandro Casarin (Somma Lombardo, 30 settembre 1958) è un giornalista italiano.

## Biografia
Iniziò la carriera giornalistica nel 1983 nella redazione del quotidiano La Prealpina.
Iscritto all'Ordine dei giornalisti della Lombardia dal 18 giugno 1985, passa alla Rai nel 1987; nel 2001 venne nominato vicedirettore del TG3, per poi assumere analogo incarico nel 2002 alla Testata Giornalistica Regionale (con l'interim sulla gerenza della redazione lombarda fino al 2004).
Il 2 ottobre 2009 venne nominato condirettore con delega alle sedi Rai del Nord Italia della Testata Giornalistica Regionale, a fianco del responsabile Alberto Maccari. Il 31 dicembre 2011 il consiglio di amministrazione della Rai, a seguito del passaggio di Maccari alla direzione del TG1, lo nominò direttore della TGR (incarico che assunse ufficialmente il 13 febbraio 2012). A seguito dei suddetti cambi al vertice delle testate (che avevano sostanzialmente spaccato in due il CDA dell'azienda), il consigliere in quota centrosinistra Nino Rizzo Nervo si dimise, affermando di aver assistito al frutto di un accordo politico tra Popolo della Libertà e Lega Nord. Casarin, già in passato indicato come vicino alle posizioni del Carroccio, si difese affermando di non avere in tasca alcuna tessera di partito e di aver fatto tutti gli scalini professionali durante la sua carriera nella radiotelevisione pubblica.
Il 18 settembre 2013, per motivi personali, rassegnò le dimissioni dalla direzione della TGR, che passò in reggenza ad interim al vicedirettore Federico Zurzolo e poi a Vincenzo Morgante (nominato direttore il 17 ottobre 2013). Un anno dopo è inserito nello staff di Rai Expo, struttura della radiotelevisione pubblica italiana dedicata alla copertura mediatica dell'Expo 2015 di Milano; esaurita la vita utile di tale incarico, siede dapprima nella commissione interna della Rai per la selezione dei giornalisti, quindi in quella deputata alla mappatura del personale giornalistico.
Nell'aprile 2016 viene nominato vicedirettore di Rai News, su proposta del direttore Antonio Di Bella
Il 1º ottobre 2018 torna ad assumere la direzione della Testata Giornalistica Regionale, subentrando ad interim al responsabile dimissionario Vincenzo Morgante; un mese dopo l'incarico viene reso permanente.
L'11 dicembre 2024 lascia la direzione della TGR per raggiunti limiti di età e va in pensione.